# René Homier-Roy
Pour les articles homonymes, voir Roy et René Roy.

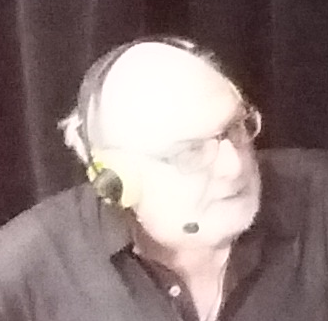
René Homier-Roy en 2015.

René Homier-Roy, né le 5 avril 1940, est un journaliste et animateur de télévision et de radio québécois.

## Parcours
René Roy est né le 5 avril 1940 à Montréal. Son père est Émilien Roy et sa mère Rolande Homier. La famille est de classe moyenne et René est l'aîné d'un fratrie de quatre enfants. Assez tôt la famille déménagera à Laval. René avait douze ans quand sa mère suggère, trouvant le nom de Roy trop commun, d'y accoler le sien.
Il commence des études en architecture à l'Université McGill pour suivre les traces de son père. Par la suite, il étudie en science politique à l'Université d'Ottawa puis à l’Université de Montréal,. Passionné de lecture et de cinéma, il se tourne vers les communications.
De 1969 à 1973, il dirige les pages « arts et spectacles » de La Presse, agissant comme journaliste et critique. Souvent jugé trop sévère, il reconnaît qu'il ne critique pas pour faire plaisir, mais pour que le public puisse se fier à lui : « Je me souviens très bien qu'à un moment donné, je me suis dit que les gens finiraient par y aller, et qu'ils verraient bien que ce n'était pas bon. Et que jamais plus ils ne nous croiraient. Tout ce que j'ai, c'est ma crédibilité. »
René Homier-Roy fonde ensuite le magazine Nous en 1973 et, dix ans plus tard, Ticket, consacré au cinéma. Il est également journaliste indépendant pour les magazines Châtelaine, TV Hebdo et L'Actualité. En plus de sa carrière journalistique, il a animé l'émission Mesdames et messieurs à Radio-Canada en 1977 et coanimé À première vue avec Chantal Jolis de 1983 à 1989 à la télévision de Radio-Canada.
De 1989 à 1993, il fait partie de La Bande des six, aux côtés de Marie-France Bazzo, Dany Laferrière, Nathalie Petrowski et Georges-Hébert Germain, où il se consacre aux chroniques littéraires. En 1995, il est à la tête de l'émission Scènes de la vie culturelle, à Radio-Canada, comme critique cinématographique, poste qu'il occupe aussi à Flash, une émission culturelle animée par Patricia Paquin, sur TQS.
À partir de 1998, il anime l'émission du matin C'est bien meilleur le matin à la Première Chaîne radio de la Radio-Canada et, depuis 2002, Viens voir les comédiens sur ARTV.
En juillet 2012, il effectue un coming out après la mort de son conjoint, le réalisateur Pierre Morin, d'une crise cardiaque,. Le 24 avril 2013, après quinze ans aux rênes de la matinale, il annonce, en onde radio qu'il quitte, à la fin de la saison, C'est bien meilleur le matin à la Première Chaîne de la Société Radio-Canada, à la suite du décès de son conjoint.
À la rentrée de septembre, Marie-France Bazzo lui succède aux aurores et, dès l'automne 2013, il assume deux émissions radiophoniques diurnes, littéraires et culturelles.
Il met un terme à sa carrière après 27 années à la radio de Radio-Canada. En raison de problèmes de santé, il ne pourra pas animer les deux dernières émissions de la saison de Culture Club, qu’il pilotait chaque samedi sur ICI Première depuis 2013. Il reprendra toutefois le micro une ultime fois, le 21 juin, pour faire ses adieux aux auditeurs.

### Biographie
En 2018, avec la complicité du journaliste Marc-André Lussier, René Homier-Roy fait paraître Moi, un bilan de vie et de carrière, aux éditions Leméac.